# Cubitus pour les intimes
Cubitus pour les intimes est le 5e tome de la série de bande dessinée Cubitus, créée par Dupa. Paru en janvier 1980, cet album contient 48 pages, illustrant chacune un gag différent,.